# 烏拉爾自然科學愛好者學會
烏拉爾自然科學愛好者學會（俄语：Уральское общество любителей естествознания, УОЛЕ）是十九世紀晚期至二十世紀早期俄羅斯葉卡捷琳堡的一個組織，於1870年底由博物學家奧內西梅·克勒爾奇推動成立。該組織支持對烏拉爾地區自然科學與歷史的研究，有許多俄羅斯科學家、探險家與教師加入，在俄羅斯多個城市設有分會，曾舉辦大型公開展覽，並在葉卡捷琳堡開設博物館。1929年，學會被蘇聯政府勒令解散。

## 沿革

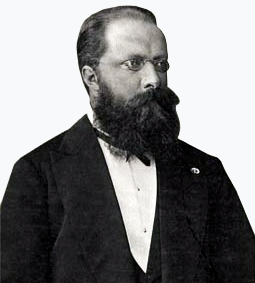
奧內西梅·克勒爾奇

葉卡捷琳堡在十九世紀晚期是快速發展的工商業中心，造就了一批新富階級，但缺乏高等教育機構。1870年12月29日，當地約80名自然科學愛好者開會決定成立一個推廣教育的組織，即為烏拉爾自然科學愛好者學會。學會的主要推動者是出生於瑞士的博物學家奧內西梅·克勒爾奇，他當時任教於當地一所男子中學（今葉卡捷琳堡第九中學），並業餘從事烏拉爾地區的地質學和植物學研究。創立之初此組織經費來自會員繳納的會費，後來還包括個人捐獻與政府資助，1895年起學會每年都從政府獲得一筆經費。

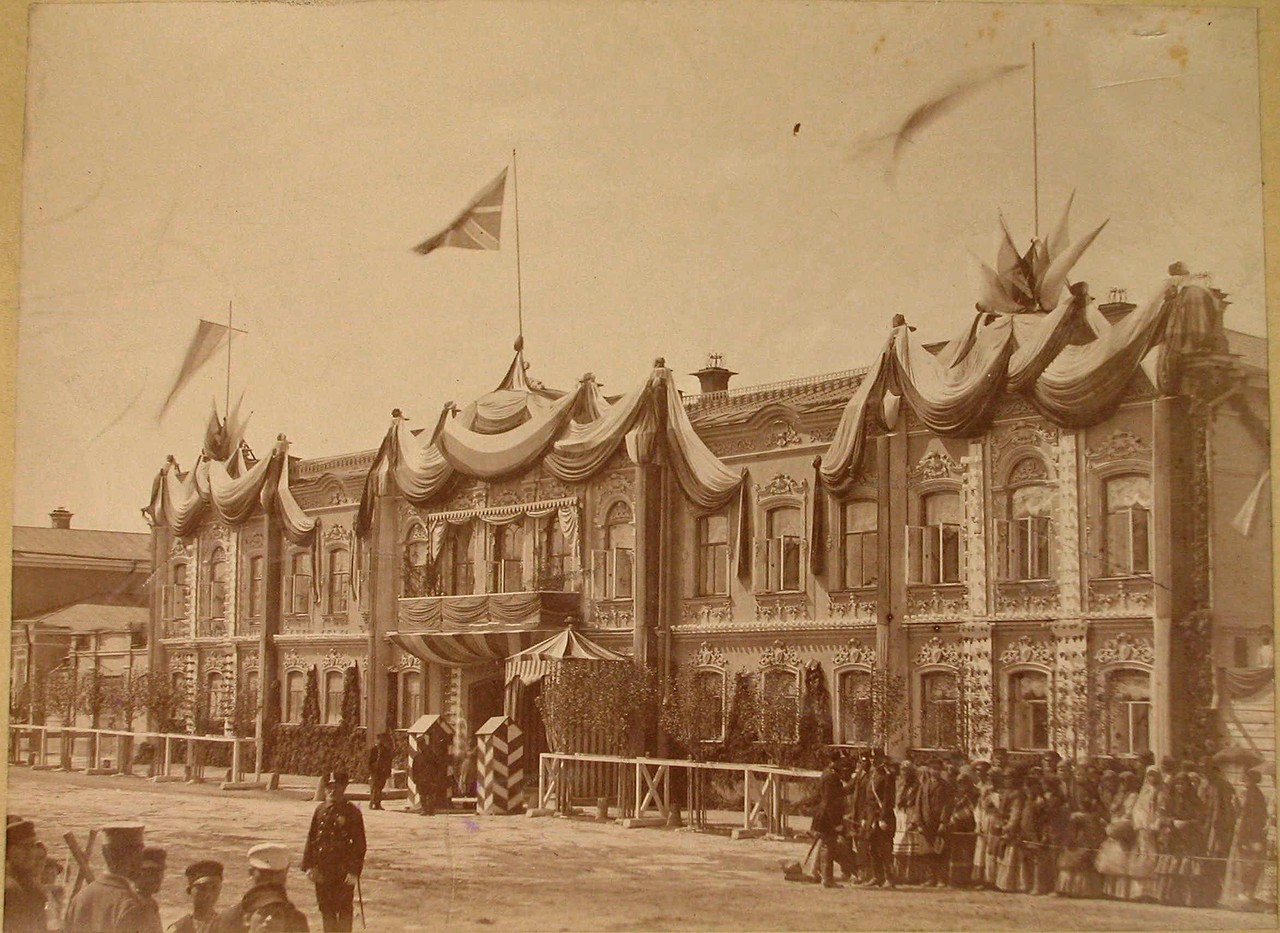
1887年西伯利亞－烏拉爾科學與技術展覽

學會創立之初主要宗旨為烏拉爾地區的博物學研究，不過隨著人數增長，也漸拓展到天氣學、古生物學等領域。學會開設了數間學校，1887年舉辦了西伯利亞－烏拉爾科學與技術展覽，成功徵得許多捐款。
1889年學會租用了葉卡捷琳堡的一間政府大樓，設立了永久展廳展示各種文物收藏，即今日斯維爾德洛夫斯克州地方歷史博物館的前身。隨著組織規模擴大，學會開始在俄羅斯其他城市建立分會，如彼爾姆的分會在1890年成立，許多分會也分別在當地成立博物館，如彼爾姆地區博物館。
1877年至1927年間，學會有發行科學期刊《烏拉爾自然科學愛好者學會紀錄》（Записки Уральское общество любителей естествознания），其中有些被翻譯成法文與英文。

### 解散
蘇聯成立後，烏拉爾自然科學愛好者學會最初得到當地蘇維埃的資金支持，但後來學會被政府嚴加檢視，甚至被認為是葉卡捷琳堡反革命活動的中心，1920年代學會的許多重要成員被逮捕、資產被沒收，1929年學會遭到勒令解散。

## 歷任會長
烏拉爾自然科學愛好者學會歷任會長如下：
- 弗拉基米爾·亞歷山大羅維奇·格拉馬奇科夫（Грамматчиков, Владимир Александрович）：1871年1月－9月
- 伊凡·帕夫洛維奇·伊凡諾夫（Иванов, Иван Павлович）：1871年－1897年
- 帕維爾·彼得羅維奇·博克列夫斯基：1897年－1899年（Боклевский, Павел Петрович）
- 亞歷山大·安德烈耶維奇·米斯拉夫斯基（俄语：Миславский, Александр Андреевич）：1899年－1904年
- 魯道夫‧格加爾多維奇·馮·米科維茲（Фон Миквиц, Рудольф Гергардович）：1904年－1909年
- 奧內西梅·克勒爾奇：1909年－1920年
- 莫迪斯迪·克勒爾奇（俄语：Клер, Модест Онисимович）：1921年－1923年
- 雅科夫·亞歷克賽耶維奇·伊斯托明（俄语：Истомин, Яков Алексеевич）：1924年－1929年